# 野村一郎
野村一郎（日语：のむら いちろう，1868年—1942年7月28日），日本建築師，山口縣人。在大阪、臺灣與朝鮮都有活動，設計了台灣總督官邸（今台北賓館）和朝鮮總督府。1900年（明治33年）到台灣總督府擔任土木課技師期間參與了臺北市的都市計畫。

## 經歷

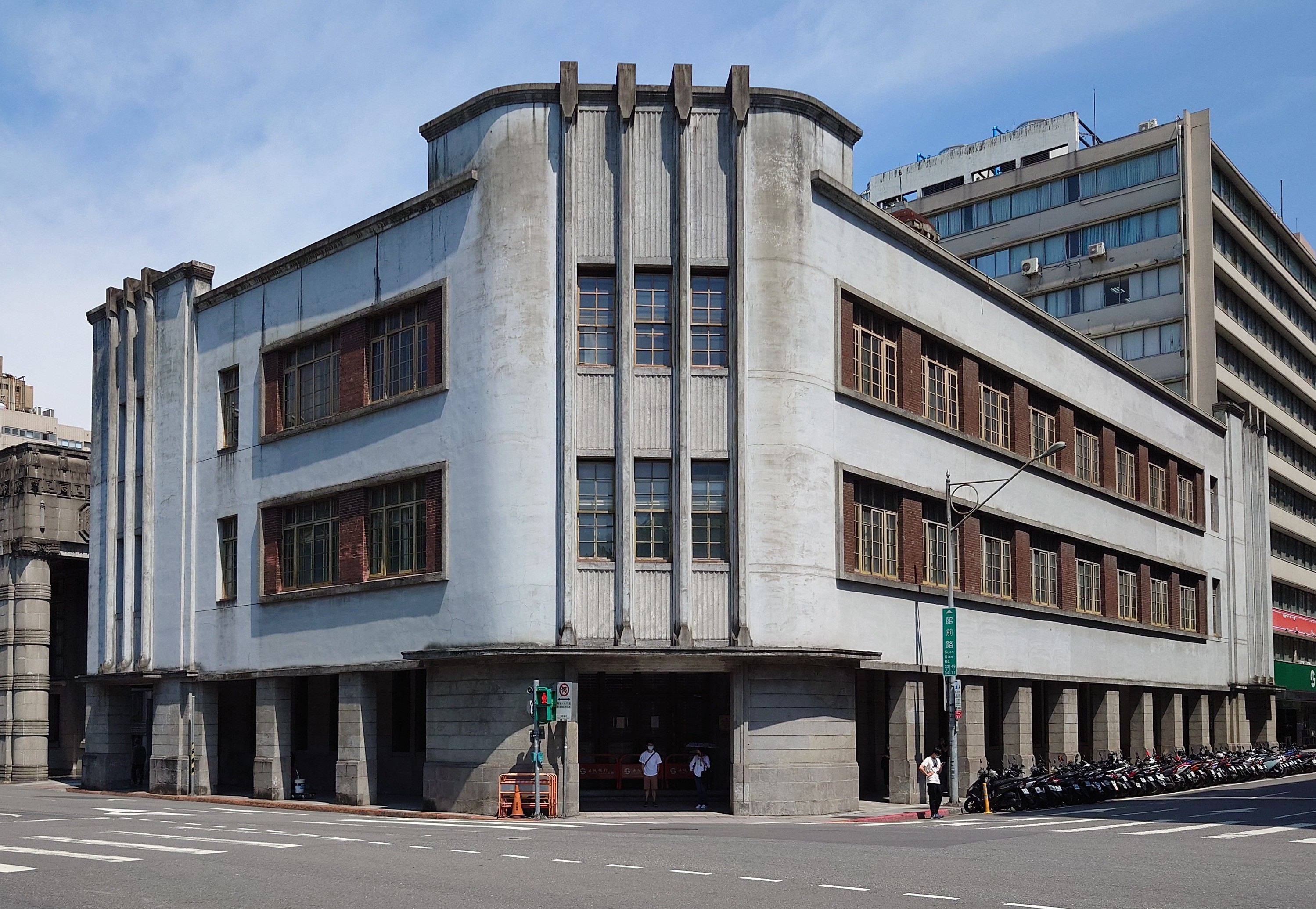
三井物產株式會社舊廈

- 1895年（明治28年）畢業於東京帝國大学造家學科（同期畢業者還有身為建築史家的關野貞）
- 1900年（明治33年）臺灣總督府民生部土木課技師
- 1902年（明治35年）臺灣總督府民生部營繕課技師
- 1904年（明治37年）臺灣總督府民生部營繕課技師、課長
- 1907年（明治40年）兼任朝鮮總督府廳舍建築設計審査委員
- 1911年（明治44年）兼任臺北市市區計畫委員
- 1912年（大正1年）茂庄五郎建築事務所
- 1913年（大正2年）茂死後，與橋本勉一同經營茂野村事務所
- 1926年（昭和1年）開設野村一郎建築事務所
- 1942年（昭和17年）逝世（享年73）

## 主要作品

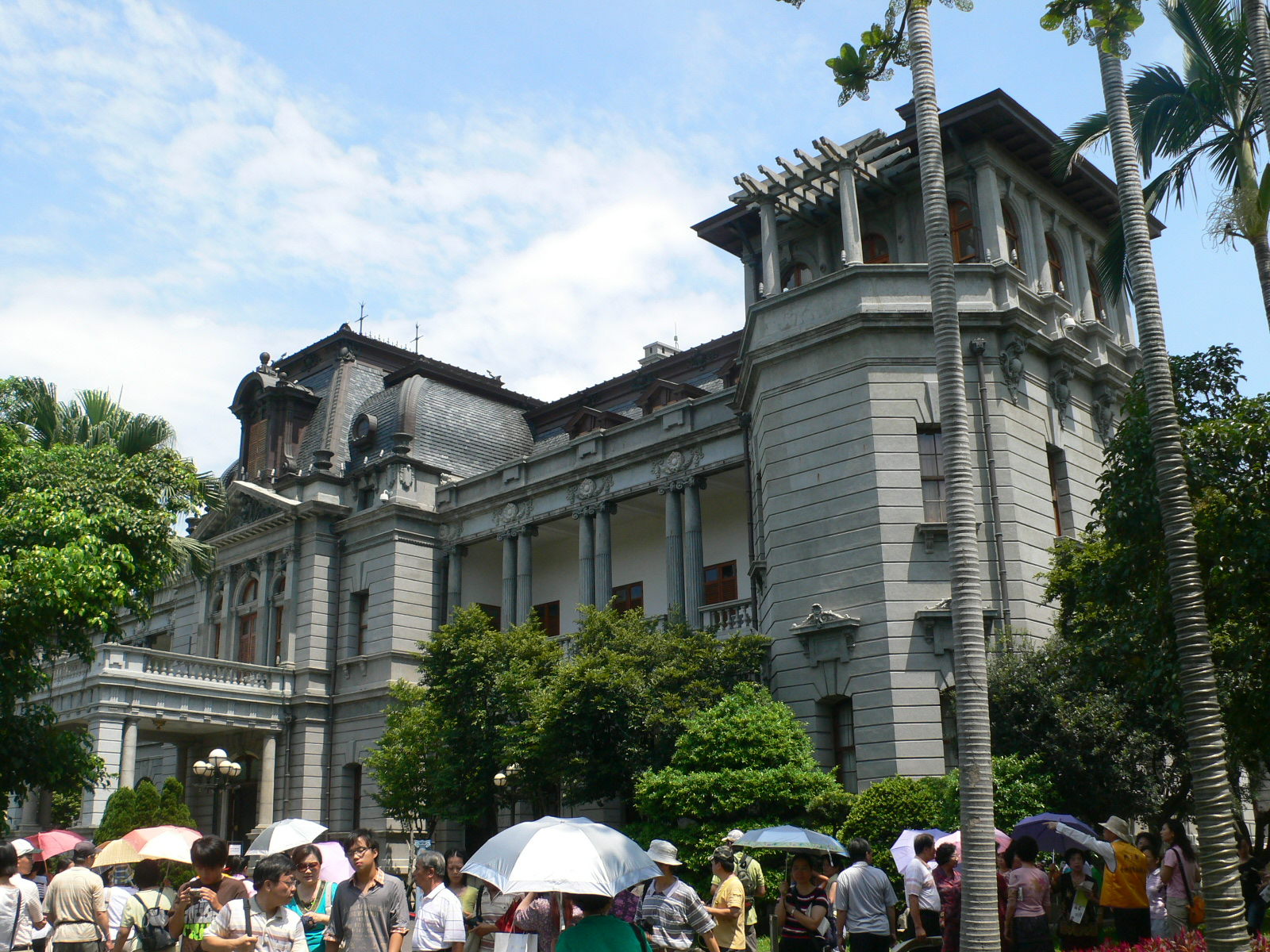
臺灣總督官邸
（現在的台北賓館）

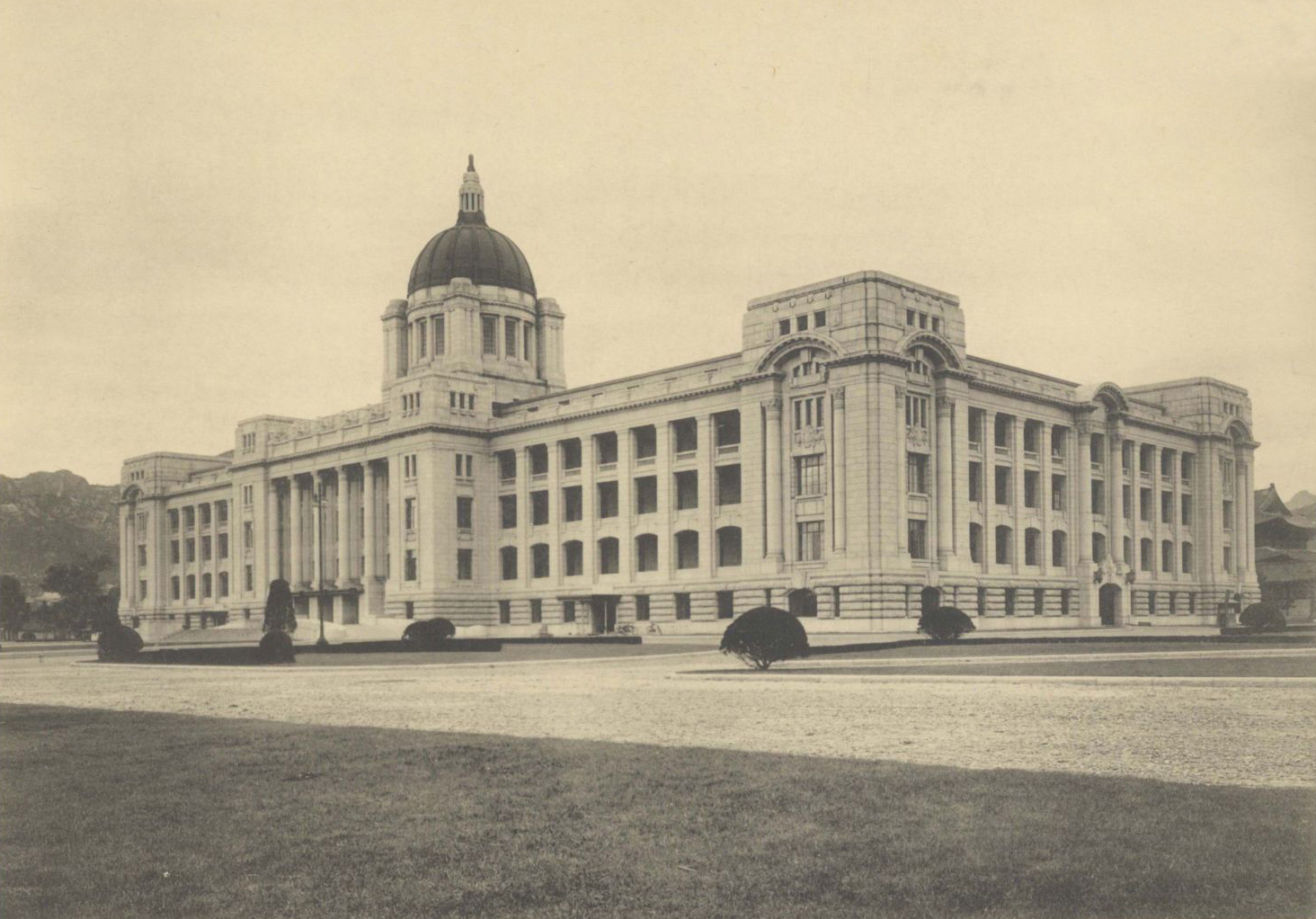
朝鮮總督府廳舍

- 臺灣總督官邸（現為台北賓館；與福田東吾、宮尾麟共同設計、1901年、臺北市）
- 臺灣總督府民政部殖產局附屬博物館（現為國立台灣博物館，1915年）
- 三井物產株式會社舊廈（1922年）
- 東託大樓（與木子幸三郎共同設計、1925年）
- 東洋大樓（與木子幸三郎、阿部美樹志共同設計、1926年）
- 朝鮮總督府廳舍（與蓋歐爾格·戴·拉朗德(George de Lalande)、國枝博共同設計、1926年、1995年被拆除）
- 大阪市電氣局公車梅田第二車庫（1931年、現已不存）